# Сирень
Сире́нь (до 1945 року — Сюйрє́н, крим. Süyren) — селище в Україні, в Бахчисарайському районі Автономної Республіки Крим. Підпорядковане Залізничненській сільській раді.
Відстань від райцентру до населеного пункта становить 6 кілометрів по прямій.